# Orcs Must Die! 3
Orcs Must Die! 3 est un jeu vidéo d'action-tower defense de 2020 développé et publié par Robot Entertainment. Il s'agit du quatrième volet de la série Orcs Must Die! et de la suite directe d'Orcs Must Die! 2. Il est sorti en exclusivité sur Stadia le 14 juillet 2020 et sur Windows, PlayStation 4, Xbox One et Xbox Series X/S le 23 juillet 2021.  

## Gameplay
Semblable à son prédécesseur et au jeu original, Orcs Must Die! 3 est une variation sur un jeu de défense de tour. Le joueur incarne l'un des deux apprentis mages de guerre et doit défendre des failles contre l'assaut des armées d'orcs en utilisant les armes et les capacités spéciales de ses personnages, ainsi qu'en posant des pièges. Le jeu a été lancé avec 18 niveaux différents.
En plus du mode Histoire standard, le jeu comprend un mode Sans fin et un mode Défis hebdomadaires. Contrairement à ses prédécesseurs, il comprend un mode Scénarios de guerre, qui demande au joueur de se défendre contre des armées d'orcs à une échelle beaucoup plus grande (jusqu'à 1 000). Ce mode utilise des pièges surdimensionnés, appelés Machines de guerre, pour défendre un château et sa brèche contre les grandes armées.
Le jeu permet un mode multijoueur coopératif à deux joueurs. 

## Intrigue
L'histoire se déroule 20 ans après les événements de Orcs Must Die! 2,. 

## Extension
Une extension intitulée « Drastic Steps » est sortie le 6 novembre 2020. L'extension inclut une nouvelle campagne d'histoire, 5 nouveaux scénarios, une carte sans fin, des armes, des pièges, des ennemis et des cosmétiques pour héros au jeu.

## Accueil
Orcs Must Die! 3 a reçu des critiques « mitigées ou moyennes » selon le site d'agrégation de critiques Metacritic. Le jeu a reçu une note de 7.5/10 sur Destructoid et 7/10 sur IGN,.